# بزرگراه ماهندرا

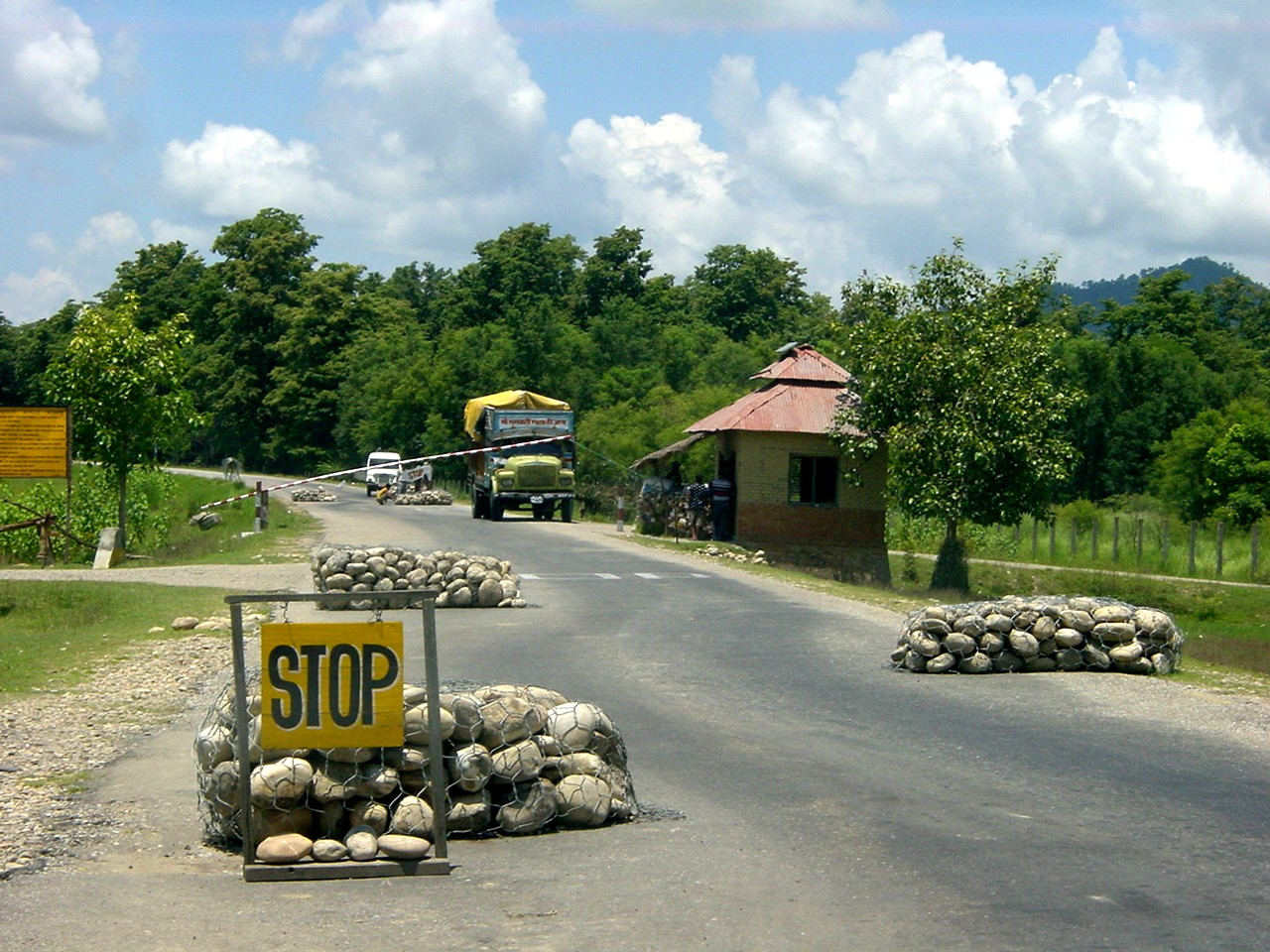
پاسگاه نپالگونج تا تیکاپور

بزرگراه ماهندرا (انگلیسی: Mahendra Highway) که همچنین بزرگراه شرق-غرب نیز نامیده می‌شود با ۱٬۰۲۷٫۶۷ کیلومتر بزرگترین بزرگراه در نپال است. این بزرگراه در استان شماره ۱ شروع و در سودورپاشچیم پرادش به پایان میرسد.